# Conacul Bozianu
Conacul Bozianu este un ansamblu de monumente istorice aflat pe teritoriul satului Sângeru, comuna Sângeru.

Ansamblul este format din patru monumente:
- Conacul Bozianu (cod LMI PH-II-m-A-16606.01)
- Biserica „Sf. Andrei” (cod LMI PH-II-m-A-16606.02)
- Turn clopotniță (cod LMI PH-II-m-A-16606.03)
- Zid de incintă (cod LMI PH-II-m-A-16606.04)